# 1830 a vasúti közlekedésben
Ez a szócikk a 1830-ban történt vasúti eseményeket mutatja be.

## Események a világban
- elindul az első modern gőzüzemű vasút a Liverpool–Manchester-vasútvonalon Angliában.